# Юлія Панчурова
Юлія Панчурова (*18 січня 1941) — чехословацька політикиня Комуністичної партії Словаччини від Словаччини українського походження, член Народної палати Федеральних зборів за нормалізацію.

## Життєпис
XV з'їзд Комуністичної партії Чехії обрав її членом ЦК КПЧ. XVI з'їзд КПУ затвердив її на цій посаді. Станом на 1981 рік професійно значиться як службовиця.
На виборах 1981 року вона була депутаткою Народного дому (виборчий округ № 184 — Гуменне, Східно-Словацька область). Захищала свій мандат на виборах 1986 р. (Гуменський район). Вона залишалася у Федеральних зборах до кінця свого терміну, тобто до вільних виборів 1990 року. На нього не вплинув процес кооптації до Федеральних зборів після Оксамитової революції.

### Зовнішні посилання
- (чеськ.) Júlia Pančurová v parlamentu